# Sven Estridsson

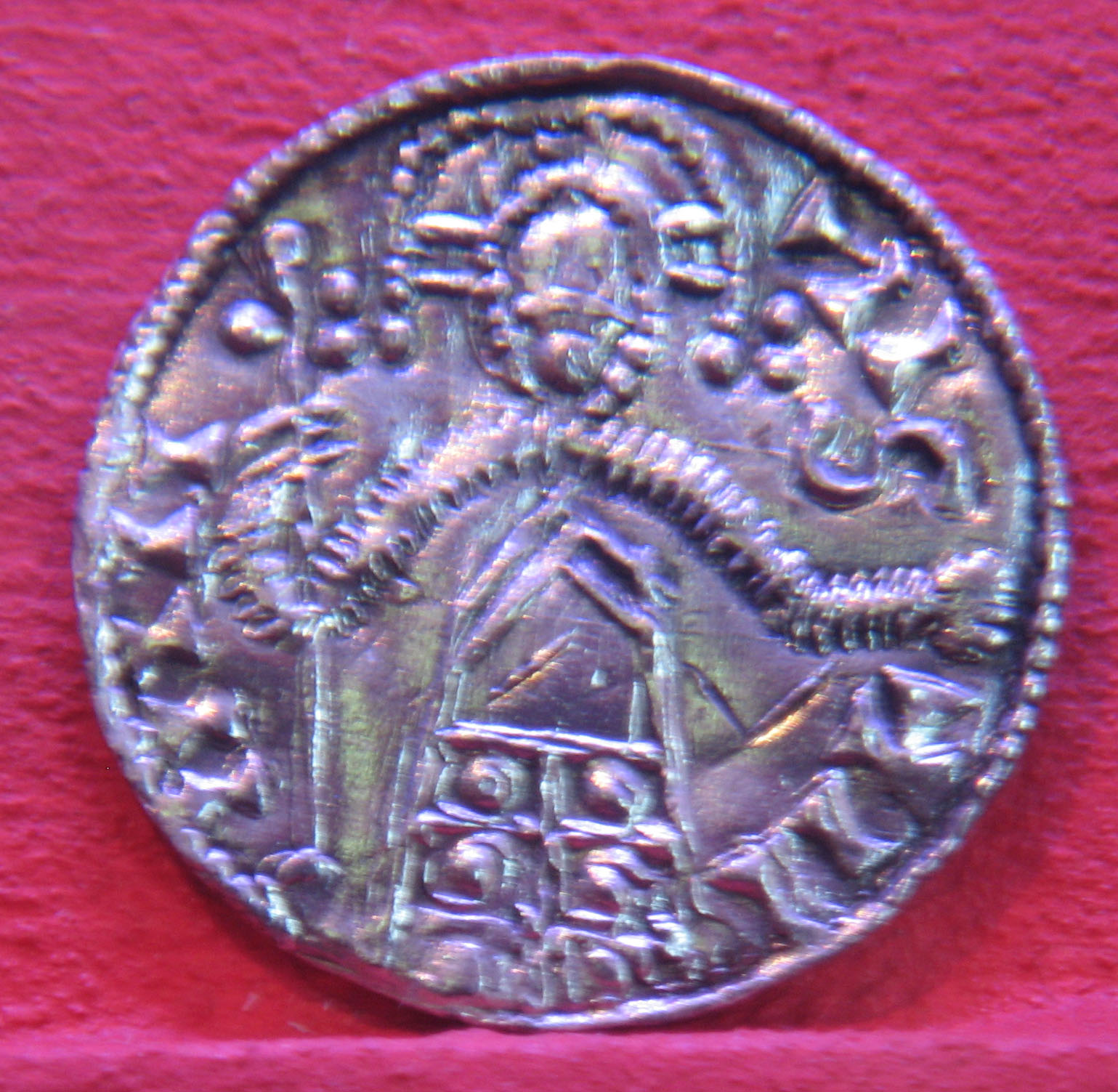
Mynt slaget för Sven Estridsson

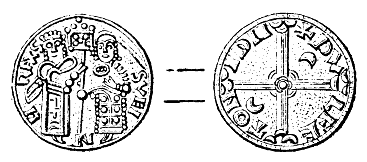
Mynt slaget för Sven Estridsson

Sven Estridsson, (danska: Svend Estridsen) född ca 1020, död 1076, även kallad "den kvinnsamme", var kung av Danmark från 1047. Han var, som son till Estrid Svensdotter av Danmark och jarl Ulf Torgilsson av Skåne, den förste ättlingen i en dansk kungaätt som kallas Estridska ätten. Som namnet påvisar, låg denna släktskap på mödernet; i Norden är metronymikon annars ovanliga som tillnamn. I Norge kallas han Sven Ulfsson.

## Biografi
Sven växte upp hos Anund Jakob av Sverige och var i tjänst hos Hardeknut i England. Han valdes av kung Magnus den gode av Norge till jarl av Danmark och följer honom mot venderna söder om Östersjön, där Jomsborg blir bränt och definitivt ödelagt och den obotritiske konung Ratibor får sätta livet till. Obotriterna svarade med ett hämndetåg mot Danmark men besegras eftertryckligt vid en plats som heter Lyrskovshede.
Efter att Svens lojalitet mot kung Magnus den gode upphört (unionen var impopulär) lät han sig väljas till Danmarks konung på Viborgs ting. Kung Magnus drog från Norge och drev honom i landsflykt till Sverige, varifrån han sedan gjorde återkommande försök ta Danmark. Krig rasade flera år tills Magnus fars halvbror Harald Hårdråde kom hem, efter att ha varit befälhavare för väringagardet hos kejsarinnan Zoe av Konstantinopel och där förvärvat sagolika rikedomar.
Harald Hårdråde allierade sig i Sverige med Sven. Tillsammans härjade de i Danmark. Magnus erbjöd Harald halva norska riket mot fred och hälften av hans gods. Harald accepterar och överger Sven, som därmed blir isolerad och lider ett svårt nederlag till sjöss, men Magnus som förföljer honom över Själland har oturen att rida omkull och såras till döds. På sin dödsbädd överlåter han Danmark till Sven, vilket naturligtvis misshagar Harald som fortsätter kampen mot denne. Sven flyr dock aldrig från Danmark mera.
På våren 1062 utkämpades ett slag vid Nissans mynning. Harald Hårdråde hade som norsk kung då härjat en tid på den halländska kusten då Sven kom med en dansk flotta bestående av 300 skepp och ställde den mot Harald som blott förfogade över hälften så många skepp. Enligt Snorre Sturlassons berättelse hjälpte dock inte överlägsenheten i antal, och Harald avgick med segern. Den norske kungen trodde att Sven tillhörde de stupade, men den danske kungen hade tagit sig iland och blivit omhändertagen av en bonde vid namn Karl. Sven, som inte blev igenkänd, bjöds på mat och när de satt till bords talade han om att danskarna förlorat kampen till sjöss. Då sade bondhustrun: "Illa har vi det ställt med vår konung; han är både halt och feg." Sven svarade: "Feg är han inte, men han är inte segersäll."
Historien om den halländske bonden kan tyckas tillhöra sagans värld, men bland annat en detalj har intresserat forskarna: bondekvinnans påstående att kungen var halt.
Förhållandet mellan Danmark och Sverige tycks ha varit gott. I striderna mot Norge fick Sven svenskt stöd. Det finns också uppgifter om att en gränsläggning mellan de båda riken kom till stånd. Det skall ha varit Sven och den svenske kungen Emund den gamle som kom överens om detta. Sex män från vardera riket sägs ha gått genom vildmarken i gränsområdet och rest sex gränsstenar. Senare forskning har dock betvivlat uppgifterna som är kända från nedteckningar i yngre landskapslagar. Det kan heller knappast ha varit nödvändigt att staka ut en gräns vid denna tid. Bebyggelsen i Skåneland, Småland och Västergötland skildes åt av en vidsträckt ödemark, som Adam av Bremen beskriver med att där "finns djupa skogar och svårtillgängliga berg, som man måste passera på väg från Skåne till Götaland, så att man kan fråga sig om det är fördelaktigare att undvika en farlig resa till lands genom en vågsam sjöfärd eller tvärtom".

## Sven och den kristna kyrkan
Sven Estridsen var samtida med Adam av Bremen. De båda möttes och Sven berättade för Adam om sina och sina förfäders strider och vikingatåg. I Adams skrift om ärkestiftet Hamburg-Bremens historia skildras Sven mycket positivt som "den pålitlige danske kungen Sven". Adam skriver också att han blev "mycket vänligt mottagen" vid sitt besök och att kungen "var mycket frikostig mot främlingar". Framför allt framhåller han Svens intresse för kristendomens utbredning och påpekar att "missionen bland Nordens folk fick genom kung Svens medverkan ständigt allt större och lyckligare framgångar". Kungen "skickade sina egna klerker för att predika i hela Sverige och i nordmännens land samt på öarna i denna del av världen".
Under Sven Estridssons tid blev kristendomen fast etablerad i det danska riket, inte minst i Skåne.
Kungen och kyrkan hade gemensamma intressen. Båda ville skapa en fast organisation i riket för att därigenom stärka makten och inflytandet. Så länge det var fråga om ett uppbyggnadsskede kunde de två arbeta för detta gemensamma mål. Men maktsträvandena bar i sig frön till en maktkamp som dock först senare skulle bli märkbar. Alliansen mellan kungen och ärkebiskopsstiftet i Hamburg innebar emellertid också att Danmark drogs in i den nordeuropeiska intressesfären där den tysk-romerske kejsaren utövade den världsliga makten. För att bli kvitt detta beroende önskade Sven lösgöra Danmark från Hamburg och inrätta ett eget ärkestift, men kyrkofursten i Hamburg motsatte sig detta vid denna tidpunkt.
Svend Estridsen beskrivs som en lärd man och en kyrkans vän och tjänare. Särskilt from tycks han dock inte ha varit, inte heller levde han efter den kristna moral som Adam förkunnade.

## Familj
I Roskildekrönikan från 1130-talet står det att han "avlade söner och döttrar med åtskilliga kvinnor". Detta hade dock en förklaring. Sven gifte sig med Anund Jakobs dotter Gunhild Anundsdotter. Men släktskapet var så nära att äktenskapet stred mot kyrkorättens regler; Hamburgs ärkebiskop Adalbert krävde skilsmässa vilket Sven accepterade. Efter skilsmässan hade han åtskilliga kvinnor med resultatet att han vid sin död år 1076 efterlämnade många barn. Av fjorton söner blev inte mindre än fem kungar i Danmark.

### Barn (med okända mödrar)
1. Harald Hen, kung 1076–1080
2. Knut den helige, kung 1080–1086
3. Olof Hunger, kung 1086–1095
4. Erik Ejegod, kung 1095–1103
5. Nils, kung 1104–1134

## Gravöppning
Sven Estridssons kvarlevor murades in i en pelare i Roskilde domkyrka. År 1911 öppnades graven och skelettet undersöktes. Det visade sig att Sven var en högväxt och kraftig man, men att hans vänstra höft inte var lika väl utvecklad som den högra. Den anatom som ledde undersökningen drog slutsatsen att Sven hade haft en "oregelbunden och vaggande gång". Snorres berättelse hade sålunda haft verklighetsbakgrund åtminstone när det gällde kungens lyte, men hur många övriga detaljer om slaget vid Nissan som är historiskt riktiga lär vi aldrig få veta. Graven intill trodde man länge innehöll resterna av hans mor Estrid, men efter en DNA-analys som gjordes 2003 kunde man utesluta det. Vem kvinnan egentligen är vet man inte, men gissningar har nämnt Margrethe Estrid, makan till Svens son Harald Hein.

## Källhänvisningar
1. ↑  Steenstrup, Johannes C. H. R. (1903). ”Svend Estridsen”. i Bricka, Carl Frederik (på Danish). Dansk Biografisk Leksikon. "17". Kjøbenhavn: Gyldendalske Boghandels Forlag (F. Hegel & Søn). Sid. 4. Läst 22 februari 2007.  ”S. døde paa Kongsgaarden i Søderup i Slesvig 28. April 1076 (de danske Aarbøger have, sikkert urigtig, 1074) og blev begravet i Roskilde Domkirke.”
2. ↑  ”Fel drottning i vikingagrav”. DN. 22 november 2003. http://www.dn.se/nyheter/varlden/fel-drottning-i-vikingagrav/.